# Ronde van Frankrijk 2007/Proloog

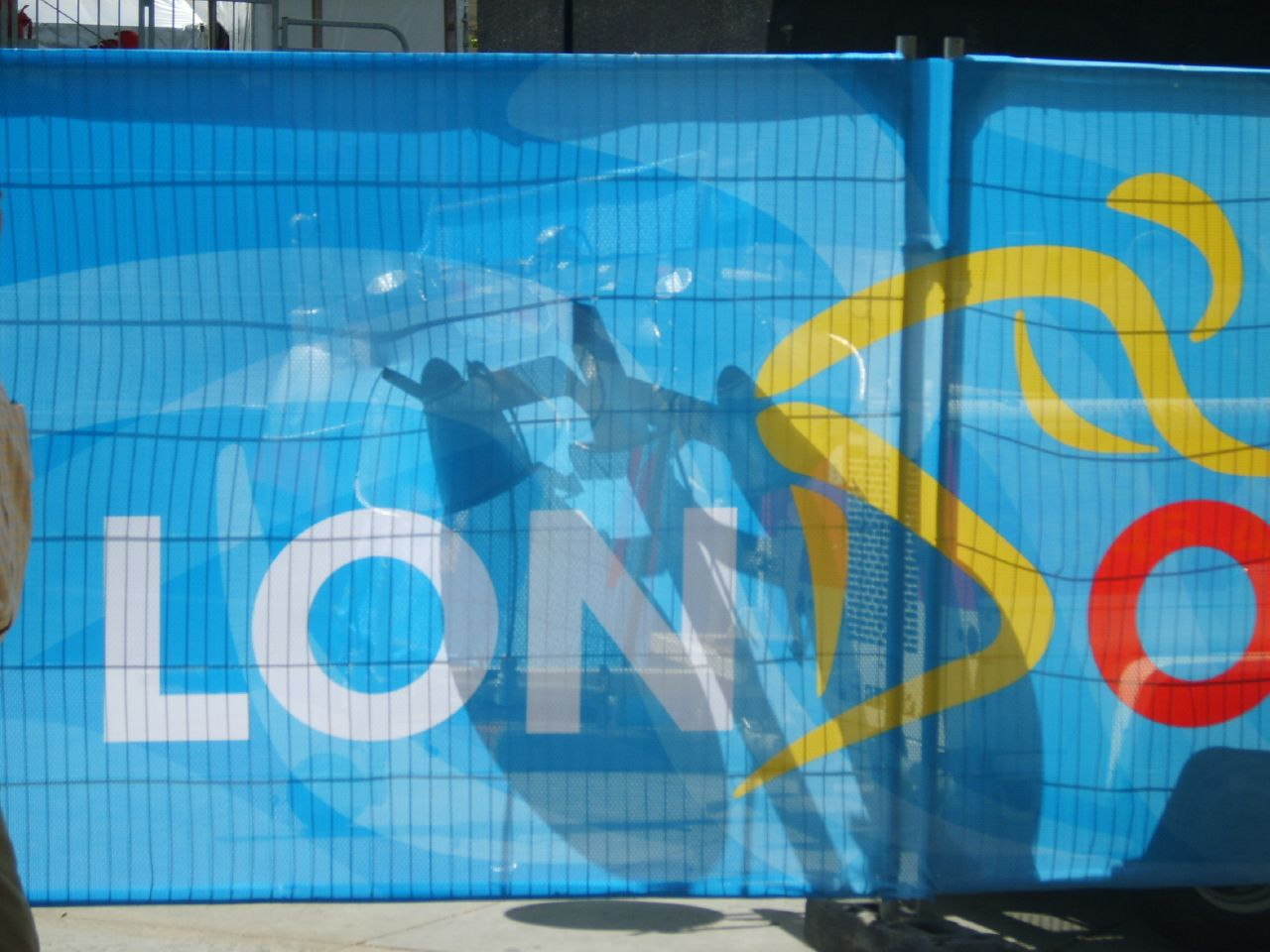

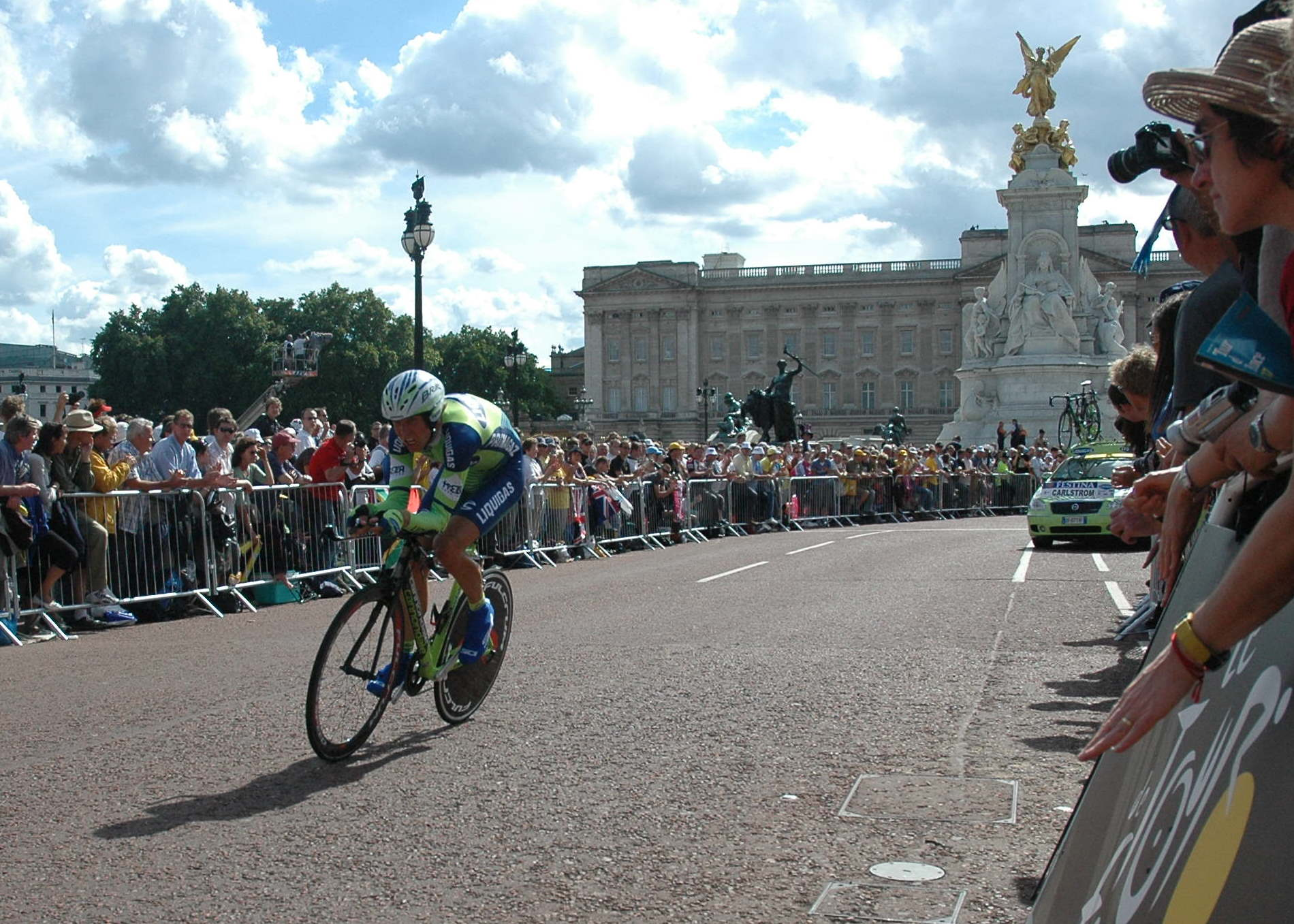
Kjell Carlström tijdens zijn proloog, met op de achtergrond Buckingham Palace en het Queen Victoria Memorial.

De proloog van de Ronde van Frankrijk 2007 werd verreden op 7 juli 2007 in het centrum van Londen over een afstand van 7,9 km.

## Parcours
De proloog had een vlak hoogteprofiel waarin amper hoogteverschil moest worden overwonnen. Ook de route was erg makkelijk, er waren nauwelijks lastige bochten en veel rechte stroken. De route deed veel bekende locaties in Londen aan, zoals Buckingham Palace en Hyde Park, waar de renners door de Wellington Arch heen moesten.

## Verloop
De Zwitser Fabian Cancellara won met een tijd van 8'50" en een gemiddelde snelheid van 53,660 km/uur. De Duitser Andreas Klöden, een van de favorieten voor de Tourzege, werd tweede. De Amerikaan George Hincapie reed naar de derde plaats.
In de aanloop naar de proloog schiep de Brit Bradley Wiggins hoge verwachtingen. De tijdrit-specialist wilde graag voor eigen publiek – en in zijn woonplaats – de toppers verslaan. Hij reed met 9'13" een goede tijd, maar moest Cancellara, Klöden en Hincapie – die nagenoeg dezelfde tijd reed – net voor zich op het podium dulden. Er was nog een andere Brit die tot de kanshebbers werd gerekend in deze proloog, namelijk David Millar. Millar stelde echter teleur en wist zich niet bij de eerste 10 te plaatsen. Eerste Belg werd Sébastien Rosseler (24e) op 39 seconden van Cancellara, eerste Nederlander was Thomas Dekker (8e), op 31 seconden van Cancellara.
Stuart O'Grady ging als enige onderuit in deze proloog. O'Grady kon zijn proloog echter wel voortzetten en leek geen blessures over te houden aan zijn val.

## Uitslag
| pos | renner               | nationaliteit       | ploeg                   | verschil | tijd  |
| --- | -------------------- | ------------------- | ----------------------- | -------- | ----- |
| 1   | Fabian Cancellara    | Zwitserland         | Team CSC                |          | 8'50" |
| 2   | Andreas Klöden       | Duitsland           | Astana                  | + 0'13"  | 9'03" |
| 3   | George Hincapie      | Verenigde Staten    | Discovery Channel       | + 0'23"  | 9'13" |
| 4   | Bradley Wiggins      | Verenigd Koninkrijk | Cofidis                 | z.t.     | 9'13" |
| 5   | Vladimir Goesev      | Rusland             | Discovery Channel       | + 0'25"  | 9'15" |
| 6   | Vladimir Karpets     | Rusland             | Caisse d'Epargne        | + 0'26"  | 9'16" |
| 7   | Aleksandr Vinokoerov | Kazachstan          | Astana                  | + 0'30"  | 9'20" |
| 8   | Thomas Dekker        | Nederland           | Rabobank                | + 0'31"  | 9'21" |
| 9   | Manuel Quinziato     | Italië              | Liquigas                | + 0'32"  | 9'22" |
| 10  | Benoît Vaugrenard    | Frankrijk           | La Française des Jeux   | z.t.     | 9'22" |
|     |                      |                     |                         |          |       |
| 24  | Sébastien Rosseler   | België              | Quick·Step - Innergetic | + 0'39"  | 9'29" |

## Strijdlust
Voor de proloog werd er geen prijs van de strijdlust uitgereikt.